# Cixius similis
Cixius similis är en insektsart som beskrevs av Carl Ludwig Kirschbaum 1868. Cixius similis ingår i släktet Cixius och familjen kilstritar. Arten är reproducerande i Sverige. Inga underarter finns listade i Catalogue of Life.